# Центральный научно-исследовательский институт геодезии, аэросъёмки и картографии
Центральный научно-исследовательский институт геодезии, аэросъёмки и картографии (ЦНИИГАиК) — головной научно-исследовательский институт Росреестра в 1928—2013 годах, занимавшийся исследованиями в области геодезии, картографии и аэрофотосъёмки.
Был основан в 1928 году учёным-геодезистом Ф. Н. Красовским. В задачу института входили определение фигуры, размеров и гравитационного поля Земли по астрономо-геодезическим, гравиметрическим и спутниковым данным, а также изучение современных движений земной коры. Особое место в работе института отводилось теоретическим и практическим аспектам аэросъёмочных и фотограмметрических работ и их использованию для создания и обновления топографических карт и планов.
Институтом были разработаны условные знаки и обозначения, в течение многих лет используемые на топографических планах и картах масштабов от 1:500 до 1:10000.
При работе над созданием единой географической карты мира в 1959-1977 гг. (насчитывавшей свыше 400 тыс. географических названий) в Центральном научно-исследовательском институте геодезии, аэрофотосъемки и картографии была создана автоматизированная информационно-справочная система топонимов АИПСТ. В начале декабря 1977 года работа над картой была завершена (она состояла из 234 листов общей площадью 120 м² и вместила свыше 400 тыс. географических названий). Это была первая в мире карта с таким уровнем детализации всей земной поверхности (включая поверхность дна морей и океанов).
В 1978 году, в связи с пятидесятилетием института, ему было присвоено имя основателя, Ф. Н. Красовского. Указом Президиума ВС СССР от 20 октября 1978 года институт «за заслуги в развитии геодезической науки и успехи в разработке методов и средств топографо-геодезических и картографических работ» награждён орденом «Знак Почёта».
В 2013 году образован Центр геодезии, картографии и инфраструктуры пространственных данных, в состав которого вошёл ЦНИИГАиК. В 2023 году этот центр был присоединён к Роскадастру.

## Известные сотрудники
- См. Категория:Сотрудники ЦНИИГАиК